# Richshuset
Richshuset er en markant bygning på hjørnet af Rådhuspladsen (nr. 16) og Vesterbrogade (nr. 2A) i Indre By, København. 
Bygningen, der blev opført i 1934-1936 er tegnet af Alf Cock-Clausen og er en af kun få art deco-bygninger i Danmark. Bygningen afløste Centralhotellet. Den har sit navn efter kaffeerstatningsproducenten C.F. Rich & Sønner, der havde hovedsæde i huset frem til 1969. Richshuset er særligt kendt for Vejrpigerne, der udover to forgyldte piger på toppen af husets tårn består af et termometer i neonrør i hele tårnets højde. Udsmykningen er designet af Einar Utzon-Frank i 1936.

I dag rummer huset bl.a. en skotsk pub og et Business Center.